# Granica brazylijsko-wenezuelska

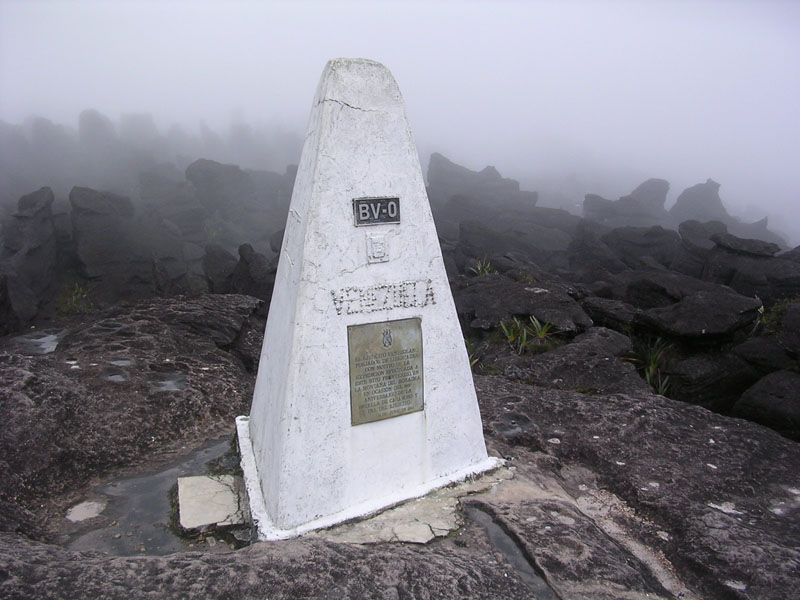
Trójstyk z Gujaną (Roraima)

Granica brazylijsko-wenezuelska to granica międzypaństwowa, ciągnąca się na długości 2199 km od trójstyku z Kolumbią na zachodzie do trójstyku z Gujaną na wschodzie (szczyt Roraima).